# Robert Pera
Robert J. Pera (* 10. März 1978 in San Carlos, Kalifornien) ist ein US-amerikanischer Unternehmer. Er ist der Gründer von Ubiquiti Networks, Inc., einem IT-Hardware-Unternehmen, welches 2011 an die Börse ging. 2012 übernahm er außerdem das NBA-Team Memphis Grizzlies. Von Forbes wurde sein Vermögen im Mai 2025 auf knapp 16 Milliarden US-Dollar geschätzt, da er zu diesem Zeitpunkt 93 % der Anteile an Ubiquiti hielt.

## Biografie
Pera besuchte die University of California, San Diego, wo er sein Studium mit einem B.S. in Elektrotechnik und einem B.A. in Japanischer Sprache abschloss. Er blieb an der UC San Diego und machte seinen Master in Elektrotechnik. Nach seinem Studium begann er 2003 für Apple zu arbeiten, wo er allerdings bereits nach 9 Monaten kündigte, um sich selbstständig zu machen.
Pera gründete Ubiquiti Networks im März 2005 mit 30.000 US-Dollar an persönlichen Ersparnissen und Kreditkartenschulden. Die ersten Produkte von Ubiquiti halfen unterversorgte Gebiete (z. B. ländliche Gebiete und Schwellenländer), die nicht über die nötige Infrastruktur für den Internetzugang über herkömmliche Leitungen wie Telefon- und Kabelanschlüsse verfügen, drahtlos mit dem Internet zu versorgen. Seitdem wurde das Produktportfolio von Ubiquiti erfolgreich auf andere Produktlinien wie drahtlose Zugangspunkte, Sicherheitskameras und herkömmliche Netzwerkgeräte (z. B. Switches und Router) erweitert. 2011 wurde das Unternehmen an der Börse gelistet und Pera wurde mit Mitte 30 einer der jüngsten Milliardäre des Landes.
Im Oktober 2012 wurde Pera auch Eigentümer der Memphis Grizzlies in der National Basketball Association, die er für 377 Millionen von Michael Heisley erwarb und wurde so zum jüngsten NBA-Teambesitzer. Unter seiner Führung konnten die Grizzlies ihre sportliche Bilanz deutlich verbessern. Die Grizzlies haben in den ersten beiden Jahren von Peras Amtszeit mehr Playoff-Spiele gewonnen als in den 17 Spielzeiten, die das Team zuvor in der NBA gespielt hat.